# 袁敞
袁敞（1世紀？—117年5月23日），字叔平，汝南郡汝阳县（今河南省商水县）人。中国东汉中期的政治家。司徒袁安之子。

## 生平
袁敞少年从父亲袁安学孟氏《易经》，袁安任河南尹时，袁敞为太子舍人。汉和帝时历位郎中、侍郎、侍中、步兵校尉，安帝永初二年（108年）十月丁丑出为东郡太守，同年征拜太仆，三年迁光禄勋。元初二年（115年）十二月庚戌（廿九日）代刘恺为司空。次年坐子与尚书郎张俊交通，泄露省中语，被免职。后因不愿阿谀外戚邓氏，为邓氏所忌，遂于元初四年四月戊申（初五，117年5月23日）自杀。朝廷复其官，以三公礼葬之。

## 袁安敞残碑
1924年出土于河南省偃师县。

## 家庭

### 子
- 袁盱，官至光祿勳。

### 侄
- 袁彭，袁京之子，官至光祿勳。
- 袁湯，袁京之子，桓帝時先後擔任司空、司徒和太尉。

## 延伸阅读
[在维基数据编辑]
 《後漢書/卷45》，出自范晔《後漢書》